# Memsie Cairn
De Memsie Cairn is een grafheuvel (cairn) daterende uit de bronstijd, gelegen in Memsie, 5,5 kilometer ten zuiden van Fraserburgh in de Schotse regio Aberdeenshire.

## Periode
De Memsie Cairn stamt uit de bronstijd, circa 1700 v. Chr. Een aardewerken beker uit de vroege bronstijd en een zwaard daterende uit de late bronstijd werden er gevonden in de eerste helft van de negentiende eeuw.

## Omschrijving
De Memsie Cairn is 24 meter in diameter en ruim 4,5 meter hoog. De cairn stamt uit de bronstijd, maar is in de negentiende en twintigste eeuw vergroot doordat stenen gevonden op de akkers en weilanden er gedeponeerd zijn.

## Beheer
De Memsie Cairn wordt beheerd door Historic Environment Scotland en is vrijelijk toegankelijk.